# 潞國公主
潞國公主（？—1084年），為北宋第六代皇帝宋神宗的皇女。
元豐七年（1084年）四月薨逝，追封莘國公主。宋徽宗即位后，于元符三年（1100年）三月，追封姐姐为潞國長公主。后改公主为帝姬，政和四年（1114年）十二月，改封賢穆長帝姬。